# Lucia-Doina Popov
Lucia-Doina Popov (n. 1943) este o biochimistă din România, membru titular al Academiei Române.

## Biografie
În 1965 a absolvit Facultatea de Chimie, secția biochimie, din cadrul Universității București. A obținut doctoratul în chimie în 1974, iar în perioada 1977-1978 a urmat o specializare în biologie celulară la New York University.
Între anii 1965-1978 a fost cercetător științific la Institutul de Biochimie al Academiei Române și din 1978 la Institutul de Biologie și Patologie Celulară „Nicolae Simionescu”. S-a ocupat, cu precădere de electrofiziologia și farmacologia arterelor de rezistență, căile de semnalizare implicate în efectul glucozei asupra peretelui vascular, de asocierea între diabet și obezitate.
A publicat mai  multe lucrări de specialitate în țară și în străinătate. Este membră în European Council for Blood Pressure and Cardiovascular Research (2002), membră în European Association for the Study of Diabetes (E.A.S.D.). Din 2003 este expert evaluator și raportor asupra proiectelor prezentate Comisiei Europene, referent pentru acordarea de granturi pentru Academia Română.